# Hoàng Tích Chu
Hoàng Tích Chu (1897 - 25 tháng 1 năm 1933) là nhà báo, người có đóng góp lớn trong việc cách tân báo chí Việt Nam đầu thế kỉ XX. Ông còn có bút danh Kế Thương, Hoàng Hồ, Văn Tôi.

## Tiểu sử và sự nghiệp
Ông sinh năm 1897 tại làng Phù Lưu, huyện Từ Sơn, Bắc Ninh. Cha ông là Hoàng Tích Phụng, từng làm tri phủ và tham gia Đông Kinh Nghĩa Thục . Những người em của ông là họa sĩ Hoàng Tích Chù, nhà viết kịch Hoàng Tích Linh, bác sĩ Hoàng Tích Tộ và nhà biên kịch Hoàng Tích Chỉ.
Năm 1921, ông được nhận vào giúp việc cho tờ soạn báo Nam Phong của Phạm Quỳnh. Sau đó ông được mời vào làm chủ bút cho tờ nhật báo Khai hoá của Bạch Thái Bưởi. Dưới bút danh Kế Thương, những bài báo của ông đã bắt đầu gây chú ý cho báo giới và bạn đọc. Tuy nhiên do tai nạn nghề nghiệp nên ông đã phải rời khỏi Khai hoá một năm sau đó .
Năm 1923, ông vào Nam Kỳ làm phụ bếp trên một con tàu, qua Hồng Kông, Thượng Hải, rồi sang Pháp và gặp Đỗ Vân ở đây. Hai ông, một người học cách viết báo, một người theo nghề in và kỹ thuật trình bày. Mọi phí tổn ăn học của cả hai người được ông Lê Hữu Phúc, giáo sư trường Albert Sarraut tài trợ .
Năm 1926, ông cùng Đỗ Vân về nước. Năm 1927, ông lại bắt tàu sang Pháp, chú ý đi dự nghe các buổi diễn thuyết của báo giới và các buổi giảng khoáng đại của một vài đại học.

### Hà Thành ngọ báo
Tháng 6 năm 1927, Hà Thành ngọ báo của cha con nhà tư bản Bùi Xuân Học, Bùi Xuân Thành ra đời. Năm 1929, ông được mời làm chủ bút của báo . Ở đây, ông đã thực hiện cách tân tờ báo toàn diện về cả hình thức lẫn nội dung. Phần trình bày do Đỗ Vân thực hiện với mục đích gây hấp dẫn, ấn tượng mạnh. Về nội dung, ông thực hiện lối văn cô đọng, rút gọn tối đa câu chữ, rút ngắn toàn bộ những thể loại như tiểu phẩm, xã thuyết, thời luận. Ông cho đăng bài ngay ở trang nhất, cột 1 bao giờ cũng có một bài xã thuyết do Hoàng Tích Chu chấp bút (bút danh Hoàng Hồ), bàn về những vấn đề đang được dư luận quan tâm. Cột 2 đưa những tin sốt dẻo, cô đọng, được đặt tít giật gân cỡ lớn, kích thích tò mò của độc giả như "Thi gan với xe lửa bị húc vỡ bong bóng", "Một ông Tây chủ đồn điền bắn nhầm chết con ông Chánh Tổng"... Tuy nhiên những thay đổi này lại gây sốc cho những độc giả quen thuộc của Hà Thành ngọ báo, vốn quen với lối viết nhấn nha, kéo dài, nặng tính biền ngẫu, điển tích xưa nay. Ông bị chỉ trích nặng nề, lối văn bị gọi là văn cộc, văn nhát gừng, văn cứt dê .
Sau khi số lượng phát hành của Ngọ báo bị sút giảm thê thảm, ông và Đỗ Vân bị mời ra khỏi tờ báo. Không những thế, mgày 10 tháng 9 năm 1929, Hà thành ngọ báo còn có bài "Nhà báo với nhà văn" chỉ trích Hoàng Tích Chu là kẻ học mót, lên mặt dạy đời .

### Đông Tây

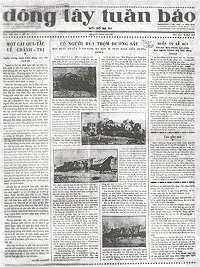
Tuần báo Đông Tây

Ngày 15 tháng 11 năm 1929, Hoàng Tích Chu cùng với Phùng Tất Đắc, Phùng Bảo Thạch và Tạ Đình Bính cho xuất bản tờ Đông Tây. Tòa soạn đặt tại số nhà 12 phố Nhà thờ Hà Nội. Lúc đầu báo ra hàng tuần, về sau 2 tuần một số. Từ ngày 28 tháng 5 năm 1932, báo ra hàng ngày. Đông Tây gồm 4 trang khổ lớn, in tại nhà in Trung - Bắc của Nguyễn Văn Vĩnh.
Tờ báo quy tụ nhiều tay viết có tư tưởng canh tân như Phan Khôi, Phùng Bảo Thạch, Tạ Đình Bính, Phùng Tất Đắc, Trần Tuấn Khải, Nguyễn Nam Sáu, Tô Ngọc Vân, Trần Quang Trân, Lê Phổ, Đỗ Mộng Ngọc, Vi Huyền Đắc, Trịnh Đình Rư, Thiết Can, Hoàng Ngọc Phách. Ông thực hiện những cải cách triệt để của tờ Hà Thành ngọ báo, lối văn cũng được củng cố lại, hình thức cũng được Đỗ Vân làm hấp dẫn, tươi đẹp hơn . Những bài báo được viết theo lối mới với bút danh Văn Tôi. Về nội dung, tờ báo mang nặng tính chính trị hơn, như thông cảm với những thất bại của cuộc khởi nghĩa Yên Bái, với những lãnh tụ Nguyễn Thái Học, Phó Đức Chính, phê phán chủ thuyết Quân chủ lập hiến của Phạm Quỳnh, tố cáo những viên tham quan như Tổng đốc Thái Bình Vi Văn Định... Tờ báo ngay lập tức được công chúng ủng hộ mạnh mẽ, trở thành tờ báo bán chạy nhất Bắc Kỳ thời đó. Năm 1930, nhờ tiếng tăm nổi như cồn, ông trúng cử vào Viện Dân biểu Bắc Kỳ .
Cuối năm 1932, vì bài thơ Cái chày ám chỉ Tổng đốc Thái Bình Vi Văn Định dùng chày đánh vào đầu gối phạm nhân mà Đông Tây bị thu hồi giấy phép với tội danh vu khống người nhà nước. Số cuối cùng của Đông Tây là ngày 25 tháng 7 năm 1932.
Sau Đông Tây, Hoàng Tích Chu sang làm cho tờ Thời báo (của Phùng Văn Long) tiếp tục tinh thần của tờ Đông Tây, được gần hai chục số thì lại bị cấm.
Năm 1933, vào đúng đêm 30 Tết Quý Dậu (30 tháng 12 năm Nhâm Thân), Hoàng Tích Chu qua đời sau một thời gian lâm bệnh, hưởng dương 36 tuổi.

## Đánh giá
Mặc dù chỉ mới nổi danh trong làng báo có 3 năm (1929-1932), nhưng Hoàng Tích Chu đã để lại dấu ấn đậm nét trong lịch sử báo chí Việt Nam. Lối văn và cách làm báo của ông đã để lại không ít tranh cãi, tuy nhiên đã đánh dấu một bước cách tân cho báo chí về hình thức và trình bày .
Thiếu Sơn, trong phê bình và cảo luận nhận định : 
| “ | Cái cảm tình của quốc dân đối với ông Chu tưởng cũng là một sự thưởng công xứng đáng cho ông đã ra tờ Đông Tây để gây nên sự cải cách lớn trong làng báo Bắc Kỳ | ” |

Phan Khôi nhận xét về văn ông :
| “ | Trong văn Quốc ngữ ta, cái lối viết của ông Hoàng Tích Chu thật nó biệt hẳn ra một lối, đủ mà kêu được là "lối văn Hoàng Tích Chu", sự ấy trong làng văn ta hình như đã công nhận một cách vô tâm rồi. Chẳng luận lối văn ấy ông Chu sáng tạo ra hay bắt chước của ai; nội một cái biệt lập ra một nhà được như thế, cũng khá gọi là tay hào kiệt trong làng văn vậy (..) Lối văn Hoàng Tích Chu ấy mà muốn vĩnh viễn thành lập trên văn đàn, bề nào cũng phải cải lương. Mà sự cải lương nầy không cốt ở sửa đổi đẽo gọt bề ngoài, phải nhờ ở công học vấn bên trong mới được. | ” |

Trần Hoà Bình viết :
| “ | Ông được coi là nhà báo chuyên nghiệp đầu tiên được đào tạo tại Pháp và cũng là người đầu tiên đã táo bạo thực hiện một cuộc cách mạng trong nghề làm báo ở nước ta, bằng cả quan niệm và hoạt động thực tiễn (ông đã làm chủ bút hoặc giữ vai trò yếu nhân 4 tờ báo nổi tiếng: Khai hóa, Hà Thành ngọ báo, Đông Tây, Thời báo). Chính những phát ngôn và hành xử nghề nghiệp của ông đã làm đảo lộn quan niệm về nghề và người làm báo trong đời sống báo chí đương thời, làm thay đổi cách tiếp nhận thông tin từ số đông bạn đọc - những người chưa quen với những thông tin bộc lộ một thái độ quyết liệt về những vấn đề xã hội, chính trị.. Và ông, như một lẽ đương nhiên của kẻ đi tiên phong, đã hứng chịu rất nhiều búa rìu của dư luận - chủ yếu là từ các đồng nghiệp vẫn "theo lối làm báo cổ hủ ở xứ ta" (Tế Xuyên). Dẫu có thể còn có những cách nhìn khác nhau về Hoàng Tích Chu, nhưng khi nhắc đến ông và các tờ báo mà ông đã thực hiện, đặc biệt là tờ Đông Tây, người ta không thể không thừa nhận những tác động tích cực của "hiện tượng Hoàng Tích Chu và Đông Tây" đến đời sống báo chí Việt Nam đương thời và mấy thập niên về sau. Ông xứng đáng với danh hiệu "người đầu tiên cách tân báo chí Việt Nam" | ” |

Báo Đông Phương trong năm 1930-1931 thì lại đặc biệt công kích lối "văn cộc" của Hoàng Tích Chu, với người theo đuổi công kích là Thục Điểu (Ngô Tất Tố) .